# 中国人民武装警察部队沈阳指挥学院
中国人民武装警察部队沈阳指挥学院，简称武警沈阳指挥学院，是一所武警部队初级指挥干部军事高等院校，隶属武警辽宁总队，正师级。中国人民武警警察部队沈阳指挥学院（简称武警沈阳指挥学院），地处沈阳市苏家屯区，北邻桃仙国际机场，西靠沈丹高速公路，交通便利，景色怡人。学院占地近600亩，营区建筑面积73600平方米，具有可容纳2500名在校学员的教学训练场地、设施和生活基础设施。学院建有设备先进的图书馆，总面积3460平方米，普通藏书7万册，电子图书23万册，设有8个普通阅览室，2个电子阅览室，可同时满足600人进行阅读和查阅资料。学院采用先进的教学手段，教学配套设施齐全，设有24个多媒体教室，有全套的多媒体设备，专门用于教学的计算机达600台。辅助保障教学的计算机200台，校园网终端入宿舍。可满足学员查阅重点学科的电子图书和资料。学院具有较强的师资力量，是武警部队重点发展的初级指挥院校之一。

## 历史与沿革
- 1982年开始筹建，1984年公安部批准正式建校，1985年7月8日国务院批准，武警辽宁总队教导大队升格建校中国人民武装警察部队沈阳指挥学校。
- 2000年5月，经中央军委批准，升格中国人民武装警察部队沈阳指挥学院，实现了由初等教育向高等教育的转变。
- 2017年6月，中国人民武装警察部队沈阳指挥学院与中国人民武装警察部队北京指挥学院并入中国人民武装警察部队特种警察学院。

## 历任领导

### 历任院长
1. 孙振廷（？-2015年7月）
2. 徐祖应（2015年7月-2017年6月）[3]

### 引用
1. ↑  .   [2011-03-10]. （原始内容存档于2008-05-17）.
2. ↑  .   [2014-02-14]. （原始内容存档于2016-03-04）.
3. ↑  . 人民网.   [2016-09-05]. （原始内容存档于2020-11-04）.